# La Fosse-de-Tigné
La Fosse-de-Tigné är en kommun i departementet Maine-et-Loire i regionen Pays de la Loire i nordvästra Frankrike. Kommunen ligger i kantonen Vihiers som tillhör arrondissementet Saumur. År 2018 hade La Fosse-de-Tigné 238 invånare.

## Befolkningsutveckling
Antalet invånare i kommunen La Fosse-de-Tigné
| Referens: INSEE |